# Mesochorus zwakhalsi
Mesochorus zwakhalsi är en stekelart som beskrevs av Schwenke 2004. Mesochorus zwakhalsi ingår i släktet Mesochorus och familjen brokparasitsteklar. Inga underarter finns listade i Catalogue of Life.